# Аоба Ічіко
Ічіко Аоба (яп. 青葉市子, кириліз.: Аоба Ічіко, нар. 28 січня 1990, Ураясу, Чіба) — японська співачка та композитор. Більшість своїх пісень вона створює за допомогою гітари. Вона також грає на фортепіано, кларнеті, акордеоні та флейті.
Пісні Аоби, які були натхненні її снами, відомі своїм акустичним звучанням та казковістю.

## Раннє життя
Аоба народилася в Ураясу, Чіба, виросла у префектурі Кіото, Японія. Під час навчання у середній школі, Ічіко грала на кларнеті у шкільному духовому оркестрі. Ічіко Аоба зацікавилася грою на класичній гітарі в 17 років. Натхненням для написання пісень послугували її улюблені анімаційні фільми від Disney та Studio Ghibli. Її наставником був японський співак і композитор Анмі Ямада, який дистанційно навчав її майстерності.
Після школи Ічіко вступила на філологічний факультет університету Кіото та навчалася за спеціальністю «Викладач японської мови», але була відрахована із правом на поновлення на навчання. Пізніше Ічіко переїхала в Токіо, де почалася її музична кар'єра.

## Кар'єра
У 2010 році, у віці 19 років, Ічіко випустила свій дебютний альбом «Kamisori Otome» (剃刀乙女). Тоді Ічіко грала на гітарі вже протягом двох років, що дуже здивувало знаменитого музиканта і продюсера Кейго Оямаду, який назвав її дуже талановитою гітаристкою.
Ямада був спеціальним гостем на перших двох концертах, які Аоба провела у Waseda Hoshien Scott Hall, столітній церкві у західній частині Токіо. З того часу вона часто грала пісні свого наставника під час виступів, а пізніше випустила дві його пісні на своєму студійному альбомі 2013 «0».
23 березня 2014 року Ічіко анонсувала свій перший сольний концертний тур, виступивши у всіх 47 префектурах Японії. 26 квітня того ж року виступила в Тайвані, а 27 квітня — у Гонконгу. У 2018 році Ічіко проводить свій третій концертний тур у країнах Азії, охоплюючи Тайвань, Таїланд, Малайзію та Сінгапур. 21 травня 2019 року Ічіко провела свій перший європейський тур, виступивши в Ісландії, Данії, Великій Британії та Франції.
Альбом «0» посів перше місце в «Топ-10 японських альбомів десятиліття (2010—2019)» журналу Tokyo Weekender. Ічіко співпрацювала з такими музикантами, як Сакамото Рюічі, Тейлор Дюпрі, Cornelius, Хосоно Харуомі, Маком Демарко, Світом Вільямом. У 2013 році брала участь у записі саундтреку до аніме-серіалів Ghost in the Shell: Arise та Zankyou no Terror. У 2015 Ічіко пише музику до аніме-адаптації манги Mitsuami no Kami-sama. У 2019 році Ічіко брала участь у записі саундтреку до гри The Legend of Zelda: Link's Awakening (2019).

## Дискографія
- 2010: Kamisori Otome (剃刀乙女)
- 2011: Origami (檻髪)
- 2011: Kaizokuban (かいぞくばん)
- 2011: Hinoko (火のこ) — Ichiko Aoba & Kazuhisa Uchihashi
- 2012: Utabiko (うたびこ)
- 2013: 0
- 2014: 0 %
- 2016: Mahoroboshiya (マホロボシヤ)
- 2017: Pneuma
- 2018: qp
- 2020: Windswept Adan (アダンの風)
- 2020: «gift» at Sogetsu Hall
- 2021: Live at Ginza Sony Park
- 2021: «Windswept Adan» Concert At Bunkamura Orchard Hall
- 2021: Live at Jazzstate
- 2022: Amiko
- 2023: Sketch (青葉市子)
- 2023: Live at Milton Court